# Österreichisches Gesellschafts- und Wirtschaftsmuseum

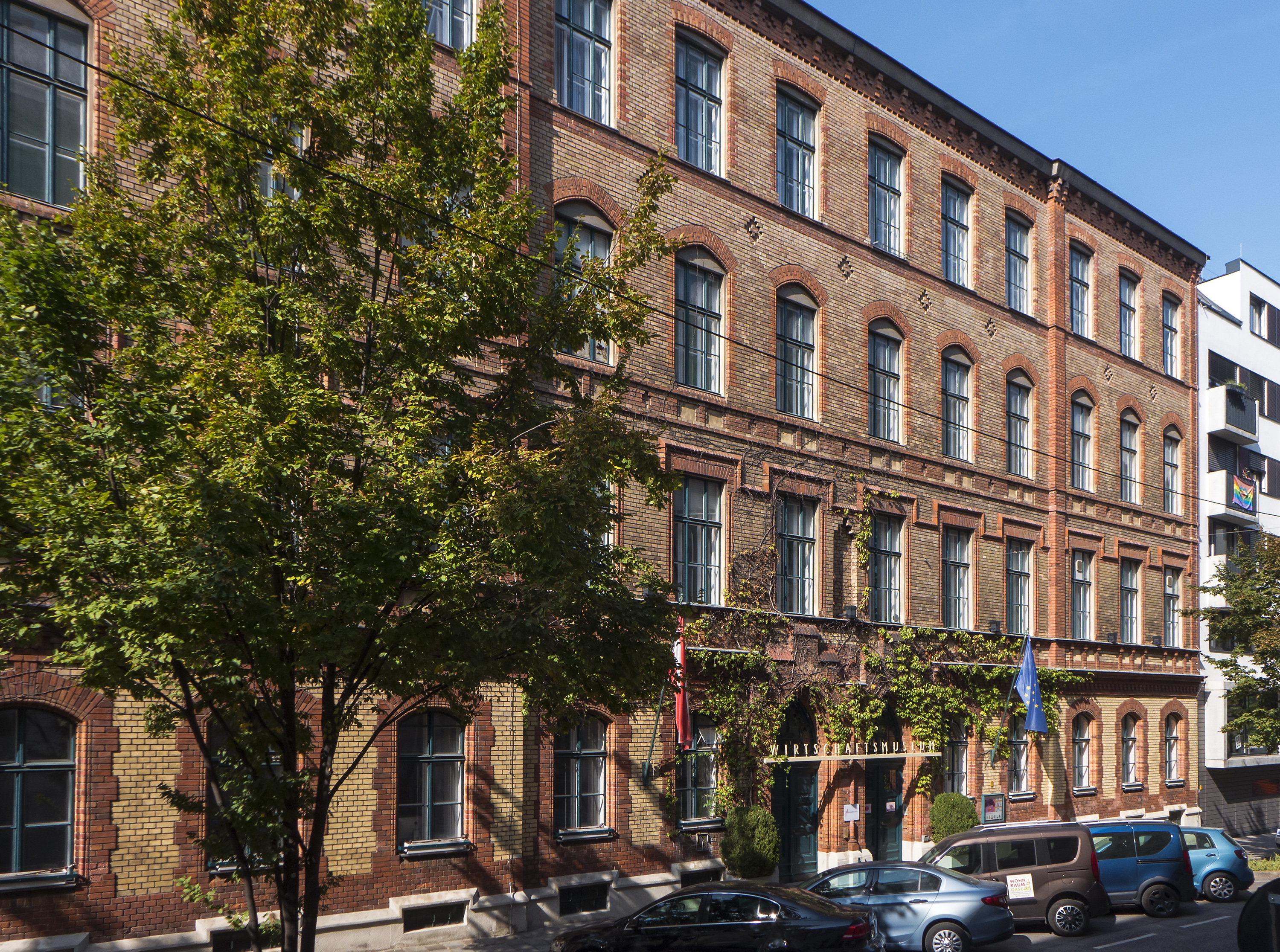
Das Wirtschafts- und Gesellschaftsmuseum. Am rechten Rand der Wohnungsneubau, mit den unteren Etagen dem Museum zugehörig. Nicht im Bild links vom Museum das Kaffeemuseum.

Das Österreichische Gesellschafts- und Wirtschaftsmuseum (ÖGWM), vormals kurz Wirtschaftsmuseum, in aktueller Eigenschreibweise wieder als Gesellschafts- und Wirtschaftsmuseum (G&WM), ist ein Museum im 5. Wiener Gemeindebezirk Margareten an der Adresse Vogelsanggasse 36, seit 2015 mit Erweiterung im Wohnungsneubau 34a. Organisatorisch wird das Museum vom gleichnamigen, 1948 gegründeten Verein gemeinnützig und überparteilich geführt. Im von Vereinsmitgliedern beschickten Kuratorium als Vereinsorgan sind unter anderen Vertreter der Republik Österreich, der Stadt Wien und des ÖGB vertreten. Seit 2003 ist dem ÖGWM das im Nachbarhaus Vogelsanggasse 38 untergebrachte Kaffeemuseum angegliedert.

## Entstehung und Entwicklung
Otto Neurath organisierte mit dem Österreichischen Verband für Siedlungs- und Kleingartenwesen Selbsthilfe gegen die Wohnungsnot. Eine Ausstellung führte 1924 zur Gründung des privaten Museums für Siedlungs- und Städtebau (kurz: Siedlungsmuseum) von Otto Neurath. In Überlegungen mit dem Roten Wien entstand daraus mit Gründung im Jahre 1925 mit der Stadt Wien, der Arbeiterkammer und der Sozialversicherung die erste Vereinsgründung als Gesellschafts- und Wirtschaftsmuseum Wien. In der damals noch privat herausgegebenen Rathauskorrespondenz stand am 10. März 1925 zu lesen:

„Mit Unterstützung der Wiener Stadtverwaltung wurde im Jahre 1923 vom österreichischen Verband für Siedlungs- und Kleingartenwesen das Siedlungsmuseum gegründet. Diesem Museum wurden die wertvollen Gegenstände der so erfolgreichen Kleingarten-Siedlungs- und Wohnbauausstellung überwiesen, damit diese Pläne und Tabellen dauernd erhalten und ergänzt werden können. Präsident des Museums ist der jeweilige Wiener Bürgermeister. […] aber nicht zweckmässig ist, dass die Gemeinde allein diese Einrichtung erhält, sondern ein Verein, der bereits gegründet worden ist, sich dieser Aufgabe widmet. Der Verein führt die Bezeichnung: Gesellschafts- und Wirtschaftsmuseum in Wien. […] Das Museum wird in drei Abteilungen gegliedert sein, von denen die erste die Arbeit und Organisation, die zweite Kultur und Leben und die dritte Siedlung und Städtebau, umfassen werden. Vorläufig ist das Museum im Gebäude der Gartenbaugesellschaft am Parkring untergebracht. […] Mit Rücksicht auf die ausserordentliche Bedeutung des Museums für die Volkserziehung und Volksbildung hat der Stadtsenat dem Verein für das Jahr 1925 eine Subvention von zwanzigtausend Schilling bewilligt. […]“

Die Büroräume des GWM befanden sich zu Beginn 1925 bis 1927 im städtischen Bezirksamt 3., Karl-Borromäus-Platz 3, und 1927–1934 in einem Haus der Zentralsparkasse der Gemeinde Wien, 15., Ullmannstraße 44. Von Dezember 1927 an hatte das Museum eine ständige Ausstellung in der Volkshalle des Wiener Rathauses. Weitere Ausstellungsorte in Wien waren ab 1928 1., Parkring 12, ab 1930 im Gemeindebau 12., Fuchsenfeldhof, und ab 1933 in der Zeitschau am Tuchlaubenplatz (1., Tuchlauben 8, an der Abzweigung der Brandstätte), einer Tafel in einer Vitrine der Wiener Städtischen Versicherung direkt am Gehsteig, die ca. 2000 Rezipienten täglich erreichte.
Langjährige und einflussreiche Mitarbeiter waren vor allem Neuraths spätere Ehefrau Marie Reidemeister sowie der Grafiker Gerd Arntz. Er wurde ab 1926 mit einigen Auftragsarbeiten betraut, arbeitete 1928 einige Monate auf Probe im GWM und war schließlich ab 1929 festangestellt.
Nach den Februarkämpfen 1934 wurde das Museum im Austrofaschismus aufgelöst und dann als Österreichisches Institut für Bildstatistik weitergeführt. Nach dem Anschluss Österreichs an Hitler-Deutschland wechselte die Benennung auf Institut für Ausstellungstechnik und Bildstatistik.
Nach 1945 gründete die Stadt Wien gemeinsam mit den ursprünglichen Gründern das Museum neu und benannte es mit gleichzeitiger Vereinsgründung im August 1948 in Österreichisches Gesellschafts- und Wirtschaftsmuseum um.
Das Gebäude des Wirtschaftsmuseums wurde im Jahr 1888 erbaut und bildet als Gebäudekomplex den Rücktrakt der an der Adresse Stolberggasse 53 befindlichen Volksschule, erbaut 1887.
Das GWM als Volks- und Arbeiterbildungsinstitut
Das GWM verstand sich als Volksinstitut für soziale Aufklärung und beschäftigte im Kuratorium Volksbildner wie Emil Reich, Eduard Leisching und Walter Schiff. Es zeichnete sich vor allem dadurch aus, dass es mit seinem aufklärerischen Selbstverständnis mit der konventionellen Auffassung vom Museum brach. War das Museum zuvor Sammelplatz für Sonderbarkeiten, Raritäten und Prunkschätze, stellte das GWM Bildungsmedien aus, mit denen sich die Besucher, ähnlich wie in naturwissenschaftlichen Museen, visuell informieren konnten.
Insofern wurden hier keine kulturellen oder weltanschauliche, sondern sozialwissenschaftliche und volkswirtschaftliche Wissensbestände vermittelt, die wissenschaftlich generiert wurden.
Das GWM als bildpädagogische Institution
Alle hierzu eingesetzten Medien orientierten sich an dem Anspruch, möglichst auf Schriftsprache zu verzichten und die Vermittlungsleistung von Bildern und anderen visuellen Methoden weitestgehend auszuschöpfen. Dabei kamen Bildtafeln, Modelle, Filme, Illustrationen und Moulagen zum Einsatz (s. Isotype). Insofern definierte das Museum auch als Adressaten nicht wie im 19. Jahrhundert üblich das Bildungsbürgertum, sondern Fabrikarbeiter, Landarbeiter und vorliterate Kinder.
Weil es derzeit die Bildpädagogik noch nicht gab, wurde sie von Neurath und seinem Team kollektiv im Museum schrittweise entwickelt. Dabei wurden die einzelnen Versuchsbilder im Museum ausgestellt, an ihrer Vermittlungsleistung gemessen und stetig praxisorientiert fortentwickelt.
Außerdem war das GWM geprägt von der sozialistisch tradierten Idee einer möglichst breiten, internationalen Wirkung. Es galt demnach eine Vervielfältigungsform zu entwickeln, die den Einsatz der Vermittlungsmethode sowie den des Museums selbst an anderen Orten ermöglichte. Das GWM stellte deshalb zentral Bildertafeln her, in sie archivierte Wien und verschickte sie an eigens gegründete Institutionen im In- und Ausland. So entstand 1931 das in Anlehnung an Paul Otlet benannte Mundaneum, dessen Zentralstelle das GWM darstellte und das 1932 Zweigstellen in Den Haag, Prag, Berlin, Amsterdam, London und New York gründete, sowie 1931 das Institut Isostat in Moskau. Diese Verteileridee wurde gestützt von zahlreichen bildpädagogischen Publikationen, welche die Ausstellungsarbeit immer mehr ergänzten.
Nach der notwendigen Flucht 1934 und der Verlagerung der Arbeiten nach Den Haag wurde die Zentral- und Verteilerfunktion des GWM vom Mundaneum Den Haag abgelöst, die bildpädagogische Weiterentwicklung übernahm die International Foundation for Visual Education Den Haag und späterhin das Isotype-Institute in Oxford.

## Das Museum heute
Das heutige Österreichische Gesellschafts- und Wirtschaftsmuseum knüpft an die ursprünglichen Gründungsjahre ideell an und hat sich zum Ziel gesetzt, gesellschaftliche und wirtschaftliche Fakten sowie Entwicklungen einfach und verständlich darzustellen. Weiters werden im Gesellschafts- und Wirtschaftsmuseum regelmäßig Vorträge zu aktuellen gesellschaftlichen und wirtschaftlichen Themen angeboten, die größtenteils kostenlos besucht werden können.
Aktivitäten im Museum
- Vorträge: Regelmäßige Vorträge zu aktuellen wirtschaftlichen und gesellschaftlichen Themen werden angeboten. Die Teilnahme an diesen Vorträgen ist größtenteils kostenlos.
- Schulinfoprojekte zu Parlamentarismus, Finanzbildung, Arbeitsmarkt, Daseinsvorsorge, Verteilungs(un)gerechtigkeit, Bewusster Konsum, Energiewende, Digitale Transformation
- COCO lab – Conscious Consumers’ laboratory: Mitmach-Labor für bewussten Konsum
- COCO fin – Conscious Consumers’ finance: Mitmach-Labür zur verantwortungsvollen und aktiven Finanzbildung
- Von der Großmutter zum Enkel: Hier wird 100 Jahre Leben und Wohnen von der Zeit der Monarchie über die Kriegsjahre bis hin zum heutigen Tag in Wien gezeigt.
- Galerie der Sammler: Das Besuchercafé des Museums stellt zwei Mal jährlich seine Räumlichkeiten für Privatsammler zur Verfügung, so dass sie ihre eigene private Sammlung einem interessierten Publikum vorstellen können.

Aktivitäten außerhalb des Museums
- Wanderausstellungen: Für Schulen bietet das Österreichische Gesellschafts- und Wirtschaftsmuseum Wanderausstellungen mit meist wirtschaftlichen Inhalten an.

## Leitung
- 1924–1934 Otto Neurath
- 1945–1972 Franz Rauscher. Schüler von Otto Neurath gründen 1945 den Verein Österreichisches Institut für Gesellschafts- und Wirtschaftsstatistik, welcher von Franz Rauscher geleitet wurde.
- 1972–2000 Josef Docekal mit Heinz Brunner. 1988 wurde das Museum der Öffentlichkeit zugänglich gemacht.
- 2000–2019 Hans Hartweger mit Heinz Brunner und Arthur Just
- Seit 2019 Harald Lindenhofer mit Andreas Lehner

## Kaffeemuseum
Das Kaffeemuseum, geführt als „Kaffee-Erlebnismuseum“ und „Kaffee-Kompetenzzentrum“, wurde im Jahr 2003 von seinem Kurator Edmund Mayr gegründet; seit 2017 leitet und kuratiert Karl Schilling die Ausstellung. Räumlich befindet sich das Kaffeemuseum im Erdgeschoß des Wohnhauses Vogelsanggasse 38, dem Nebenhaus des Hauptmuseums mit der Adresse Vogelsanggasse 36, von dem aus im Verbund der Zugang erfolgt. Die größtenteils aus der Privatsammlung von Edmund Mayr stammenden Objekte wurden in rund 50 Jahren von ihm zusammengetragen. Die ausgestellten Exponate umfassen jeden Aspekt des Themas Kaffee.
Das Kaffeemuseum verfügt über eine Sonderausstellung mit zahlreichen antiken Kaffeemaschinen und beleuchtet die Hintergründe zu den Themen Kaffee und Kaffeebohnen. Weiters werden in einem Teilbereich des Museums regelmäßig Sonderveranstaltungen und Präsentationen abgehalten.